# Niedergörsdorf
Niedergörsdorf – gmina w Niemczech w kraju związkowym Brandenburgia, w powiecie Teltow-Fläming.

## Dzielnice
W skład gminy wchodzą następujące dzielnice:
| - Altes Lager - Blönsdorf - Bochow - Dalichow - Danna - Dennewitz - Eckmannsdorf - Gölsdorf | - Kaltenborn - Kurzlipsdorf - Langenlipsdorf - Lindow - Malterhausen - Mellnsdorf - Niedergörsdorf - Oehna | - Rohrbeck - Schönefeld - Seehausen - Wergzahna - Wölmsdorf - Zellendorf |